# Campeonato Argentino de Rugby 1945
El Campeonato Argentino de Rugby de 1945 fue la edición inaugural del torneo de equipos regionales organizado por la Unión de Rugby del Río de la Plata (actual Unión Argentina de Rugby) con la intención de difundir el deporte en el "interior", mejorando su conocimiento técnico y estrechando los lazos con las distintas regiones. Se llevó a cabo en Argentina y Uruguay entre el 9 y 30 de septiembre de 1945.
Los cuatro encuentros de cuartos de final se disputaron en distintas localidades con uno de los equipos jugando de local en cada ocasión (Córdoba, Montevideo, Tucumán y Villa María), mientras que las semifinales y la final se disputaron íntegramente en Buenos Aires, específicamente en las instalaciones de Gimnasia y Esgrima de Buenos Aires. El desplazamiento de los equipos desde y hacia el "interior" fue facilitado por el gobierno nacional argentino, el cual a través de la Confederación Argentina del Deporte llegó a un acuerdo con Ferrocarriles Argentinos para su apoyo.
En la final se enfrentaron los seleccionados de la Ciudad y la Provincia de Buenos Aires (ambos representando a la Unión de Rugby del Río de la Plata), con el equipo de la Provincia ganando 5-4.

## Equipos participantes
Participaron de esta edición ocho equipos: dos seleccionados de la Unión de Rugby del Río de la Plata y seis invitados. 
| Equipo                  | Unión                              |
| ----------------------- | ---------------------------------- |
| Capital                 | Unión de Rugby del Río de la Plata |
| Córdoba                 | Unión Cordobesa de Rugby           |
| Estudiantes de Paraná   | Club                               |
| Montevideo Cricket Club | Club                               |
| Norte                   | Unión de Rugby del Norte           |
| Provincia               | Unión de Rugby del Río de la Plata |
| San Martín RC           | Club                               |
| Santa Fe & Rosario      | Unión de Rugby del Litoral         |

Los seis equipos invitados fueron los seleccionados de tres uniones regionales, dos clubes del interior y un club de Uruguay.  

## Partidos
|  | Cuartos de final     | Cuartos de final     | Cuartos de final   |                    |                      | Semifinales          | Semifinales      | Semifinales      |  |         | Final            | Final            | Final            |  |
|  | 9 de septiembre      | 9 de septiembre      | 9 de septiembre    |                    |                      | 23 de septiembre     | 23 de septiembre | 23 de septiembre |  |         | 30 de septiembre | 30 de septiembre | 30 de septiembre |  |
|  |                      |                      |                    |                    |                      |                      |                  |                  |  |         |                  |                  |                  |  |
|  |                      |                      |                    |                    |                      |                      |                  |                  |  |         |                  |                  |                  |  |
|  | Norte                | Norte                | 3                  |                    |                      |                      |                  |                  |  |         |                  |                  |                  |  |
|  | Norte                | Norte                | 3                  |                    |                      |                      |                  |                  |  |         |                  |                  |                  |  |
|  | Capital              | Capital              | 53                 |                    |                      |                      |                  |                  |  |         |                  |                  |                  |  |
|  | Capital              | Capital              | 53                 |                    | Capital              | Capital              | 4                |                  |  |         |                  |                  |                  |  |
|  |                      |                      |                    |                    | Capital              | Capital              | 4                |                  |  |         |                  |                  |                  |  |
|  |                      |                      | Santa Fe & Rosario | Santa Fe & Rosario | 3                    |                      |                  |                  |  |         |                  |                  |                  |  |
|  | San Martín R.C.      | San Martín R.C.      | Santa Fe & Rosario | Santa Fe & Rosario | 3                    | 0                    |                  |                  |  |         |                  |                  |                  |  |
|  | San Martín R.C.      | San Martín R.C.      |                    |                    |                      |                      |                  |                  |  |         |                  |                  |                  |  |
|  | Santa Fe & Rosario   | Santa Fe & Rosario   | 5                  |                    |                      |                      |                  |                  |  |         |                  |                  |                  |  |
|  | Santa Fe & Rosario   | Santa Fe & Rosario   | 5                  |                    |                      |                      |                  |                  |  | Capital | Capital          | 4                |                  |  |
|  |                      |                      |                    |                    |                      |                      |                  |                  |  | Capital | Capital          | 4                |                  |  |
|  |                      |                      | Provincia          | Provincia          | 5                    |                      |                  |                  |  |         |                  |                  |                  |  |
|  | Montevideo C.C.      | Montevideo C.C.      | Provincia          | Provincia          | 5                    | 5                    |                  |                  |  |         |                  |                  |                  |  |
|  | Montevideo C.C.      | Montevideo C.C.      |                    |                    |                      |                      |                  |                  |  |         |                  |                  |                  |  |
|  | Estudiantes (Paraná) | Estudiantes (Paraná) | 19                 |                    |                      |                      |                  |                  |  |         |                  |                  |                  |  |
|  | Estudiantes (Paraná) | Estudiantes (Paraná) | 19                 |                    | Estudiantes (Paraná) | Estudiantes (Paraná) | 6                |                  |  |         |                  |                  |                  |  |
|  |                      |                      |                    |                    | Estudiantes (Paraná) | Estudiantes (Paraná) | 6                |                  |  |         |                  |                  |                  |  |
|  |                      |                      | Provincia          | Provincia          | 29                   |                      |                  |                  |  |         |                  |                  |                  |  |
|  | Córdoba              | Córdoba              | Provincia          | Provincia          | 29                   | 0                    |                  |                  |  |         |                  |                  |                  |  |
|  | Córdoba              | Córdoba              |                    |                    |                      |                      |                  |                  |  |         |                  |                  |                  |  |
|  | Provincia            | Provincia            | 36                 |                    |                      |                      |                  |                  |  |         |                  |                  |                  |  |
|  | Provincia            | Provincia            | 36                 |                    |                      |                      |                  |                  |  |         |                  |                  |                  |  |
|  |                      |                      |                    |                    |                      |                      |                  |                  |  |         |                  |                  |                  |  |

### Cuartos de final
| 9 de septiembre                                                                        | Norte | 3 - 53  | Capital | Natación y Gimnasia, Tucumán |  |
|                                                                                        |       | Reporte |         |                              |  |
| Primera intervención de un seleccionado representativo de la Unión de Rugby del Norte. |       |         |         |                              |  |

| 9 de septiembre | San Martín R.C. | 0 - 5   | Santa Fe & Rosario | Villa María, |  |
|                 |                 | Reporte |                    |              |  |

| 9 de septiembre | Montevideo C.C. | 5 - 19  | Estudiantes | Montevideo, |  |
|                 |                 | Reporte |             |             |  |

| 9 de septiembre | Córdoba | 0 - 36  | Provincia | Córdoba, |  |
|                 |         | Reporte |           |          |  |

### Semifinales
| 23 de septiembre | Capital | 4 - 3   | Santa Fe & Rosario | Estadio G.E.B.A., Buenos Aires |  |
|                  |         | Reporte |                    |                                |  |

| 23 de septiembre | Estudiantes | 6 - 29  | Provincia | Estadio G.E.B.A., Buenos Aires |  |
|                  |             | Reporte |           |                                |  |

### Final
| 30 de septiembre | Capital | 4 - 5   | Provincia | Estadio G.E.B.A., Buenos Aires |  |
|                  |         | Reporte |           |                                |  |

| Bandera de la Provincia de Buenos Aires |
| Provincia Campeón                       |
| Primer título                           |